# Hartmut Ulbricht
Hartmut Ulbricht (* 17. Februar 1950 in Klitten, Oberlausitz) ist ein deutscher Politiker (DDR-CDU, ab 1990 CDU). Er war 1990 Abgeordneter der Volkskammer und danach bis 1999 Mitglied im Landtag von Sachsen.

## Leben
Ulbricht besuchte die Polytechnische Oberschule und machte danach eine Landwirtschaftslehre. Von 1970 bis 1973 absolvierte er ein Fachschulstudium der Agrochemie und des Pflanzenschutzes in Halle. Danach arbeitete er im Bereich der Agrochemie.

## Politik
1971 wurde Ulbricht Mitglied der DDR-Blockpartei CDU. Im Jahr 1988 wurde er Ortsgruppenvorsitzender seiner Partei in Klitten und von März bis Oktober 1990 war er Mitglied der Volkskammer der DDR, wo er Obmann der CDU-Fraktion im Ausschuss für Abrüstung und Verteidigung war. Danach zog er über ein Direktmandat im Wahlkreis 28 (Niesky – Görlitz, Land I – Bautzen III) in den Landtag von Sachsen ein, dem er auch in der zweiten Wahlperiode bis 1999 angehörte.
Danach war er Staatssekretär und Amtschef im Sächsischen Innenministerium. Im Jahre 2002 wurde Ulbricht in den einstweiligen Ruhestand versetzt und seine Funktion an Michael Antoni übertragen.
Abseits der Politik beteiligte Ulbricht sich in seinem Heimatort Klitten an der Entwicklung des damals neuentstehenden Bärwalder Sees, war dort erster Bootsbesitzer sowie Präsident des Nautic-Clubs Bärwalder See e. V.

## Belege
1. ↑  Medienservice Sachsen – Wechsel des Amtschefs im Sächsischen Staatsministerium des Innern, 25. Juni 2002.
2. ↑  Jenny Thümmler: „Es muss endlich jemand eine Linie festlegen“. In: Sächsische Zeitung. 23. April 2015, abgerufen am 15. März 2020.
3. ↑  Die „Klitten 1“ geht auf Jungfernfahrt. In: Lausitzer Rundschau. 25. Juni 2005, ehemals im Original (nicht mehr online verfügbar); abgerufen am 15. März 2020. (Seite nicht mehr abrufbar. Suche in Webarchiven)
4. ↑  Rolf Ullmann: Kobaltblaues Ehrenzeichen für den Sieger. In: Sächsische Zeitung. 4. Oktober 2013, archiviert vom Original am 16. September 2014; abgerufen am 15. März 2020.

| Personendaten    | Personendaten                                |
| ---------------- | -------------------------------------------- |
| NAME             | Ulbricht, Hartmut                            |
| KURZBESCHREIBUNG | deutscher Politiker (DDR-CDU, CDU), MdV, MdL |
| GEBURTSDATUM     | 17. Februar 1950                             |
| GEBURTSORT       | Klitten, Oberlausitz                         |